# Florbela Espanca
Flor Bela de Alma da Conceição, nacida con el nombre de Flor Bela Lobo, y conocida como Florbela Espanca (Vila Viçosa, 8 de diciembre de 1894 – Matosinhos, 8 de diciembre de 1930) fue una escritora y poeta portuguesa y una de las precursoras del movimiento feminista en Portugal.

## Biografía
Espanca nació el 8 de diciembre de 1894, fruto de una relación extramatriomial. Fue hija de Antónia de Conceição Lobo y del fotógrafo João Maria Espanca, uno de los pioneros que llevó el cinematógrafo al país luso. Tras el fallecimiento de su madre, en 1908, su padre asumió su crianza y la de su hermano Apele, junto a su esposa Maria Espanca.

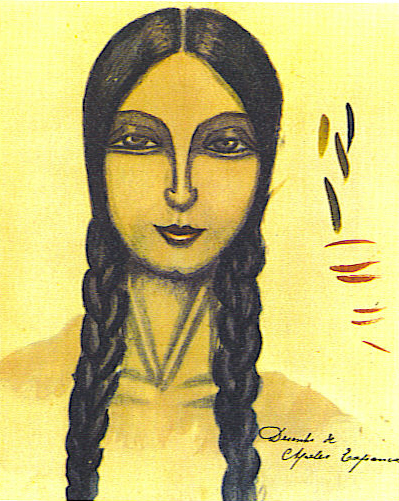
Florbela por Apeles Espanca

A pesar de que su padre no la reconoció como hija hasta 18 años después de la muerte de esta, fue quien impulsó su formación académica, siendo de las pocas niñas que asistían al colegio en Évora y de las primeras que cursó la enseñanza secundaria al ingresar en el Liceu Masculino André de Gouveia en la ciudad eborense.
Tras casarse en 1912 con Alberto Moutinho, y concluir la educación secundaria, se mudó a la localidad de Redondo, donde el matrimonio abrió una escuela en la que Espanca impartió clases de francés e inglés. Fue profesora en Évora y Lisboa, y realizaba traducciones del francés al portugués, que eran publicadas por editoriales. También en diversos medios literarios y periodísticos, como el diario Notícias de Évora.
Espanca realizó un curso de Letras en 1917, y ese mismo año se convirtió en una de las primeras mujeres en estudiar en la Universidad de Lisboa, matriculándose en Derecho.

## Obra literaria
Espanca fue una figura pionera de la literatura feminista portuguesa. Buscaba la felicidad en sus textos a través de temáticas como el amor, el erotismo, la saudade, el sufrimiento, la soledad o la muerte. Reflexionaba sobre el papel de la mujer en un mundo de hombres. Escribió cuentos, en los que predomina la figura de su hermano, algunas cartas de carácter personal y poemas, siendo el soneto la composición poética preferida. Imprimía a su poesía un cariz confesional.
Aunque era contemporánea al modernismo, y su poesía muestra el autoconocimiento y la autoconsciencia típicos de la generación de Orpheu, que revolucionó la literatura portuguesa de principios del siglo XX, y de la que formaban parte autores como Fernando Pessoa o Mário de Sá-Carneiro, el estilo de Espanca recuerda más al de los poetas románticos, no encuadrándose, por tanto, dentro de ningún movimiento literario concreto. Así, Espanca se situaba en el mismo ámbito lingüístico que la poetisa y novelista Rosalía de Castro, el galaico-portugués, afirmando algunos críticos, como es el caso de César Antonio Molina, que puede ser «una continuadora moderna de Rosalía de Castro, poeta a la que con seguridad tuvo que leer».
Con ocho años de edad, en 1903, Espanca escribió su primer poema, A Vida e a Morte. Su soneto Crisantemos fue publicado en el 1916 por la revista Modas & Bordados. Escribió una colección de sonetos que repartió en tres libros diferentes: Livro de mágoas, publicado en 1919, Livro de Sóror Saudade, en 1923 y Charneca em Flor, que se publicó en 1931, tras su fallecimiento por su valedor Guido Battelli. Sus sonetos completos se publicaron en 1934.
En 1930, Espanca escribió el Diário do último ano, que recoge, en una mezcla de ficción y autobiografía, el último año de la autora a lo largo de treinta y dos fragmentos fechados desde primeros de enero hasta el dos de diciembre, solo seis días antes de que se suicidara. El diario fue publicado en 1981 por la editorial lisboeta Bertrand con prólogo de la escritora azoriana Natália Correia.

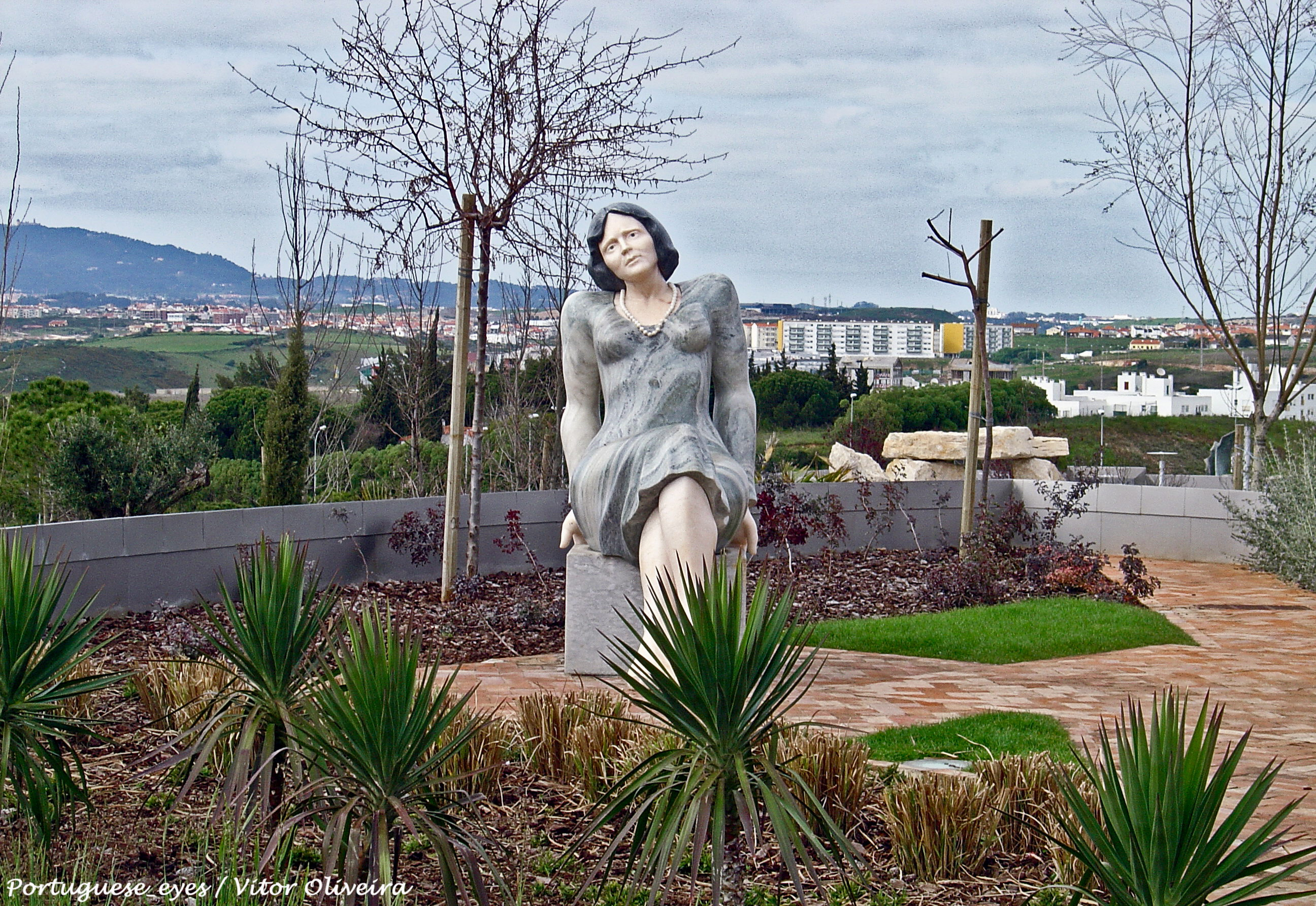
Estatua de Florbela Espanca en el Parque dos Poetas de Oeiras, Portugal

También fue autora del libro de relatos As Máscaras do Destino, que escribió en honor a su hermano fallecido Apeles. El poema O Aviador, que aludía a la muerte de este, fue publicado en 1928 en vida de Espanca por José Emidio Amaro.
El poeta Ángel Guinda publicó en 2002 una recopilación de 69 sonetos de Espanca bajo el título Las espinas de la rosa, en un edición bilingüe en portugués y castellano.

## Reconocimientos
El escritor portugués Fernando Pessoa mencionó a Espanca en una elegía como “Alma soñadora / Hermana gemela de la mía”.

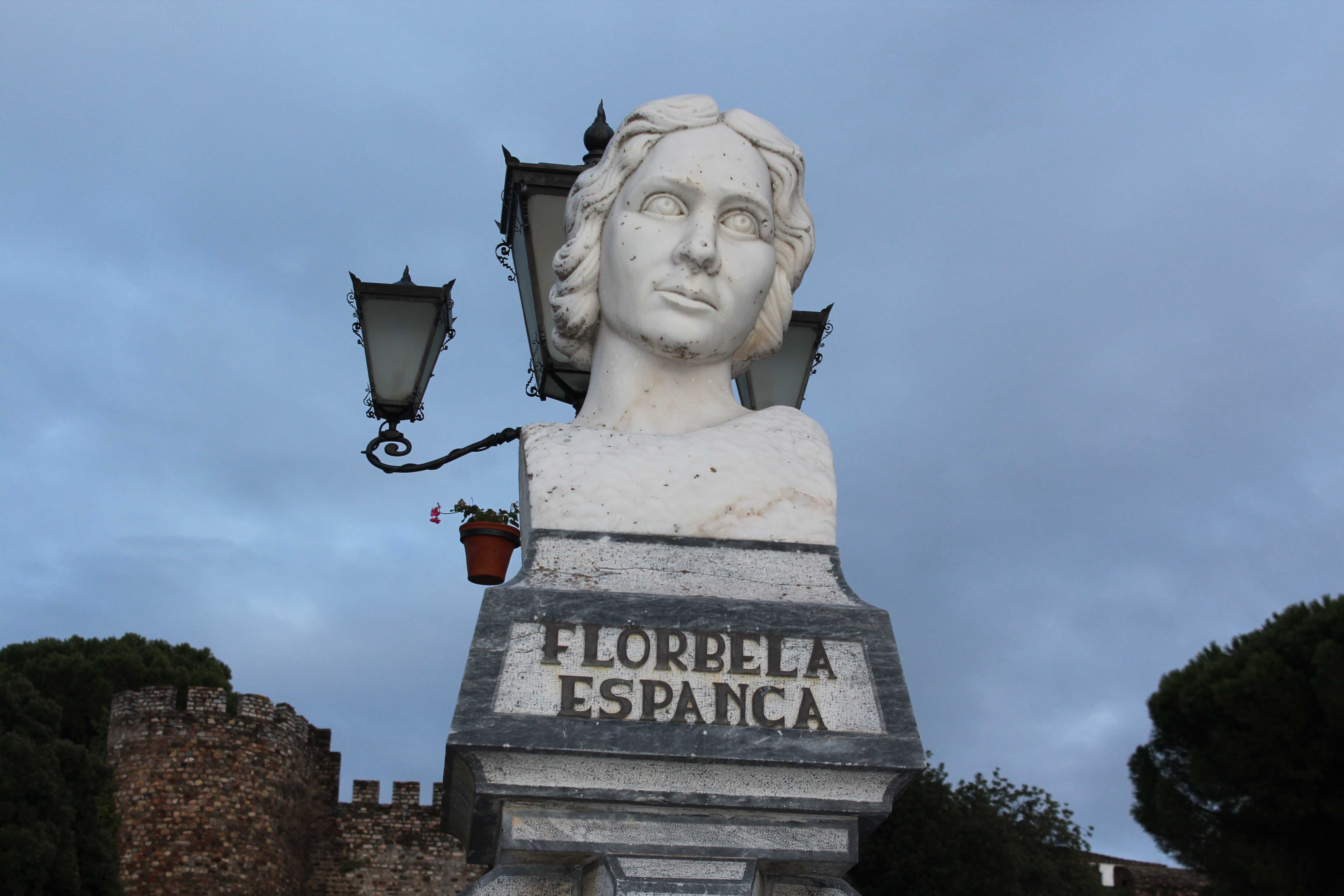
Busto de Florbela Espanca en Vila Viçosa

En 2012, se estrenó la película Florbela del director Vicente Alves do Ó que sitúa la vida de la escritora en su contexto. Este filme estuvo nominado a los Premios Goya 2020 como mejor película iberoamericana y al Colón de Oro en el Festival de Cine Iberoamericano de Huelva. Además, el canal de televisión portugués RTP produjo una miniserie biográfica de tres episodios sobre la escritora titulada Perdidamente Florbela.
En la ciudad de nacimiento de Espanca, Vila Viçosa, existe un busto de mármol de la poetisa y el cine-teatro de ese lugar, así como la calle en la que vivió, lleva su nombre. El Ayuntamiento de esa localidad organiza con carácter bienal el Premio Literario Florbela Espanca.
El escultor Francisco Simões creó una estatua de la poetisa que se instaló en el Parque de los Poetas de la ciudad portuguesa de Oeiras. La biblioteca municipal de la ciudad portuguesa de Matoshinos, el lugar en el que falleció, lleva el nombre de Florbela Espanca en su honor.

## Vida personal
De carácter liberal, moderna y adelantada a su tiempo, Espanca se casó tres veces, lo que le supuso un estigma social en la época. El primer matrimonio tuvo lugar en 1913 con el profesor Alberto de Jesus Silva Moutinho; el segundo fue con el alférez de la Guardia Nacional Republicana António Guimarães en 1922; y tres años después con el médico Mário Lage. Espanca sufrió dos abortos espontáneos y nunca tuvo hijos, lo que la marcó emocionalmente, al igual que el fallecimiento de su hermano Apeles, teniente de la Marina portuguesa, en un accidente de aviación el 6 de junio de 1927.
Espanca intentó suicidarse en varias ocasiones, la primera de ellas un año después del fallecimiento de su hermano. Finalmente, ante su constante estado depresivo, el agravamiento de sus problemas pulmonares y el pesar por el fallecimiento de su hermano, Espanca se quitó la vida con una sobredosis el 8 de diciembre de 1930, día de su trigésimo sexto cumpleaños.